# Pomacanthus arcuatus
El Pomacanthus arcuatus es una especie de pez marino perciforme pomacántido.
Su nombre común en inglés es Gray angelfish, o pez ángel gris. En español vernáculo se denomina cachama blanca, chivirica gris, guinea, gallineta café o isabelita blanca, dependiendo del país.
Es una especie relativamente común en su rango de distribución geográfica y con grandes poblaciones estables. Su carne es considerada de buena calidad y comercializada para consumo humano en partes de su distribución. También es comercializada para el mercado de acuariofilia, en Brasil se ha establecido una cuota anual máxima de 3.000 especímenes para exportación.

## Morfología
Es un pez ángel típico, con un cuerpo corto y comprimido lateralmente, y una pequeña boca con dientes diminutos. Su primera espina dorsal se desarrolla en un filamento muy sobresaliente. La aleta anal tiene un filamento, más pequeño, en su ángulo. Tiene 9 espinas dorsales, entre 31 y 33 radios blandos dorsales, 3 espinas anales y entre 23 y 25 radios blandos anales.
De adulto, la coloración base del cuerpo y las aletas es gris, y tiene las escamas bordeadas de blanco, lo que produce un patrón de red sobre el cuerpo. La boca y el área que la circunda es de color gris pálido a blanca. El interior de la aleta pectoral es amarillo. La aleta caudal tiene el margen exterior gris pálido.
Los especímenes jóvenes tienen la coloración de la cabeza, cuerpo y aletas negra, y añaden a su librea 5 rayas verticales, de color amarillo claro: la primera detrás de la boca, la segunda detrás del ojo, la tercera desde el centro de la aleta dorsal hasta el vientre, la cuarta desde el tercio posterior de la aleta dorsal hasta el centro de la aleta anal, y la quinta raya en la base de la aleta caudal, que está bordeada de amarillo. La parte posterior de las aletas pélvicas y la punta de la aleta anal son azules.

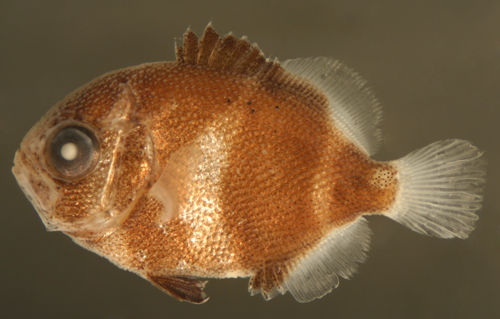
Pomacanthus arcuatus postlarval
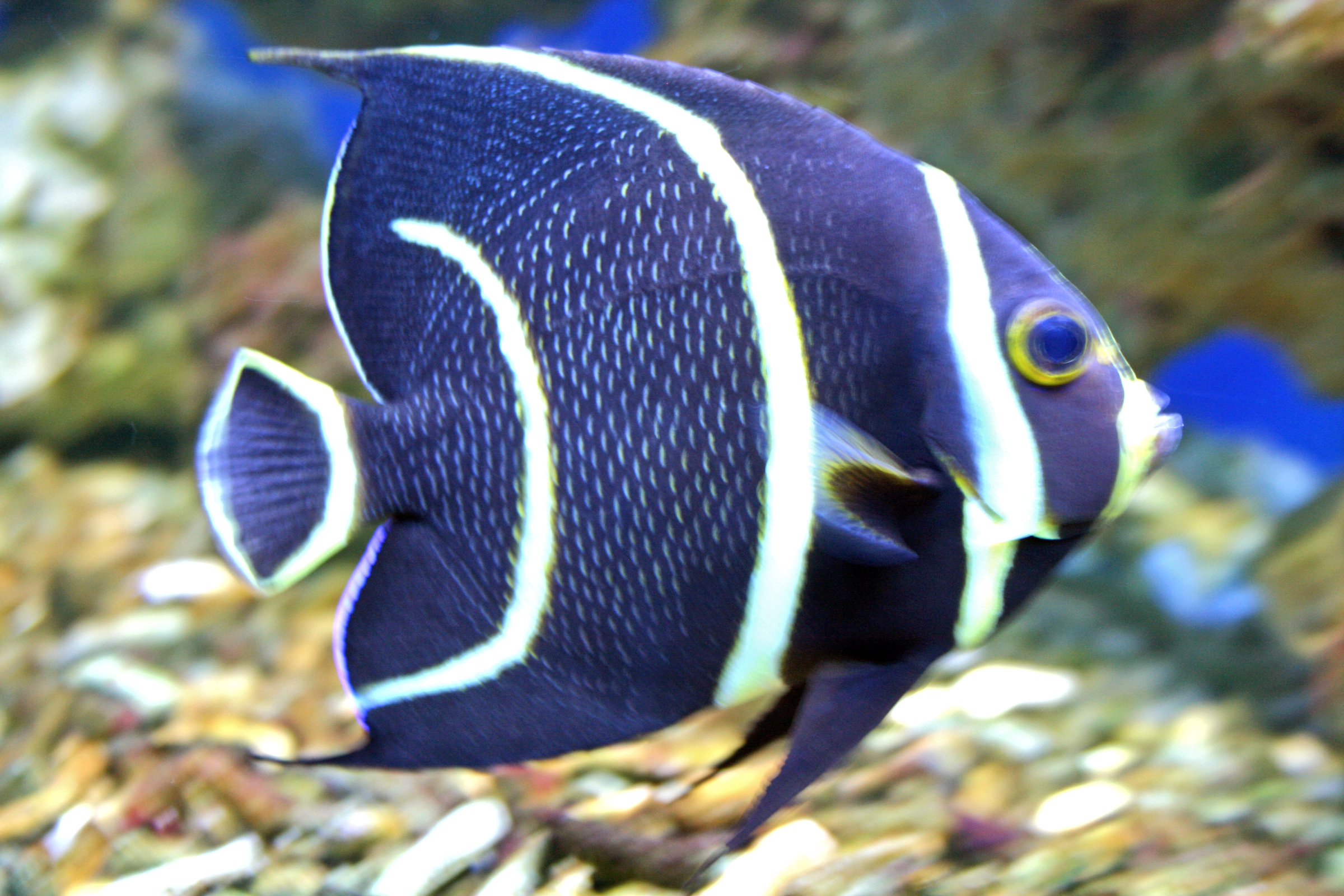
Pomacanthus arcuatus juvenil
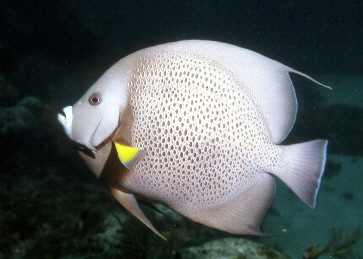
Pomacanthus arcuatus adulto

Los machos, que son mayores que las hembras, miden hasta 60 centímetros de largo, aunque el tamaño más normal en machos adultos es de 45 cm.

## Hábitat y comportamiento
Es una especie asociada a arrecifes y clasificada como no migratoria. Común en arrecifes coralinos, dónde ocurre normalmente en parejas, aunque también solitario y en pequeños grupos.
Su rango de profundidad es entre 2 y 30 metros, aunque se localizan hasta los 97 m de profundidad, y en un rango de temperaturas entre 21.95 y 28.06 °C.
Los juveniles suelen organizar "estaciones de limpieza", dónde desparasitan ejemplares de peces de mayor tamaño.

## Distribución geográfica
Se distribuye en el océano Atlántico oeste, siendo especie nativa de Anguilla; Antigua y Barbuda; Antillas Neerlandesas; Aruba; Bahamas; Barbados; Belice; Bonaire; Brasil; Islas Cayman; Colombia; Costa Rica; Cuba; Curazao; Dominica; República Dominicana; Estados Unidos; Granada; Guadalupe; Guatemala; Guyana;  Guyana Francesa; Haití; Honduras; Jamaica; Martinica; México; Montserrat; Nicaragua; Panamá; Puerto Rico; San Cristóbal y Nieves; Saint Lucia; Saint Martin (parte francesa); Saint Vincent y las Grenadines; Sint Maarten (parte holandesa); Suriname; Trinidad y Tobago; Turks y Caicos; Venezuela e Islas Vírgenes, tanto las británicas, como las estadounidenses. Aunque no es especie nativa, se ha introducido en Bermuda.

## Alimentación
El pez ángel gris se alimenta principalmente de esponjas, aunque también come tunicados, briozoos, pólipos de corales del orden Zoantharia y gorgonias, así como de algas, anfípodos y copépodos.

## Reproducción
Esta especie es dioica, ovípara y monógama. Las hembras alcanzan la madurez con 22,6 cm de largo, y los machos con 26,8 cm.
La fertilización es externa, desovando en parejas. No cuidan a sus alevines.
La especie ha sido reproducida y criada en cautividad.

## Galería

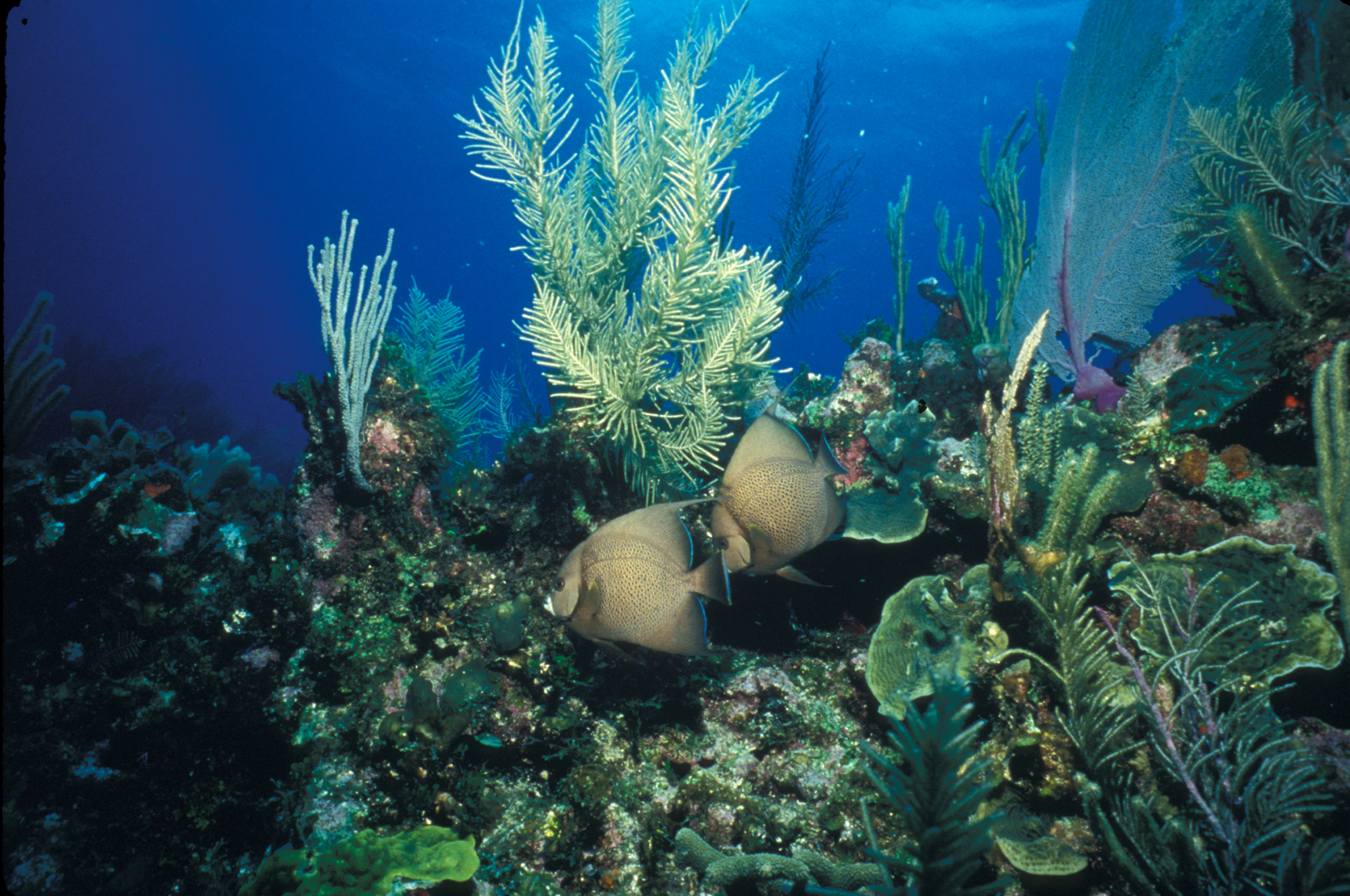
Pareja de P. arcuatus en el Parque Nacional Vizcaíno, Florida, EE.UU.
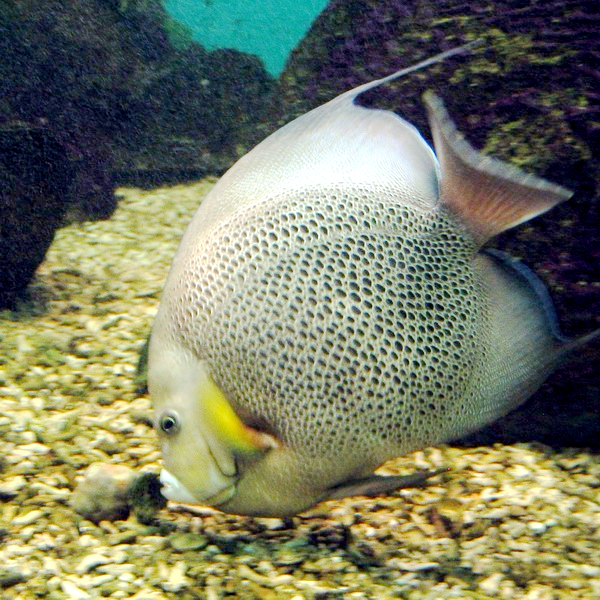
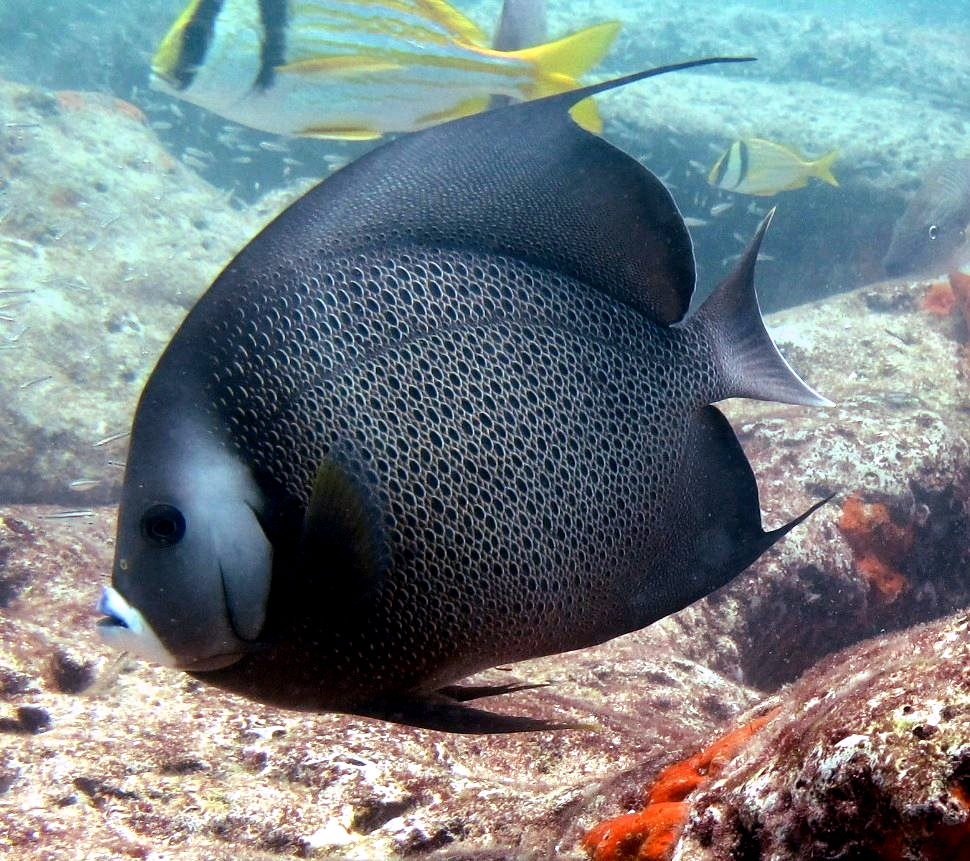
Ejemplar en Madagascar Reef, Campeche Bank, México
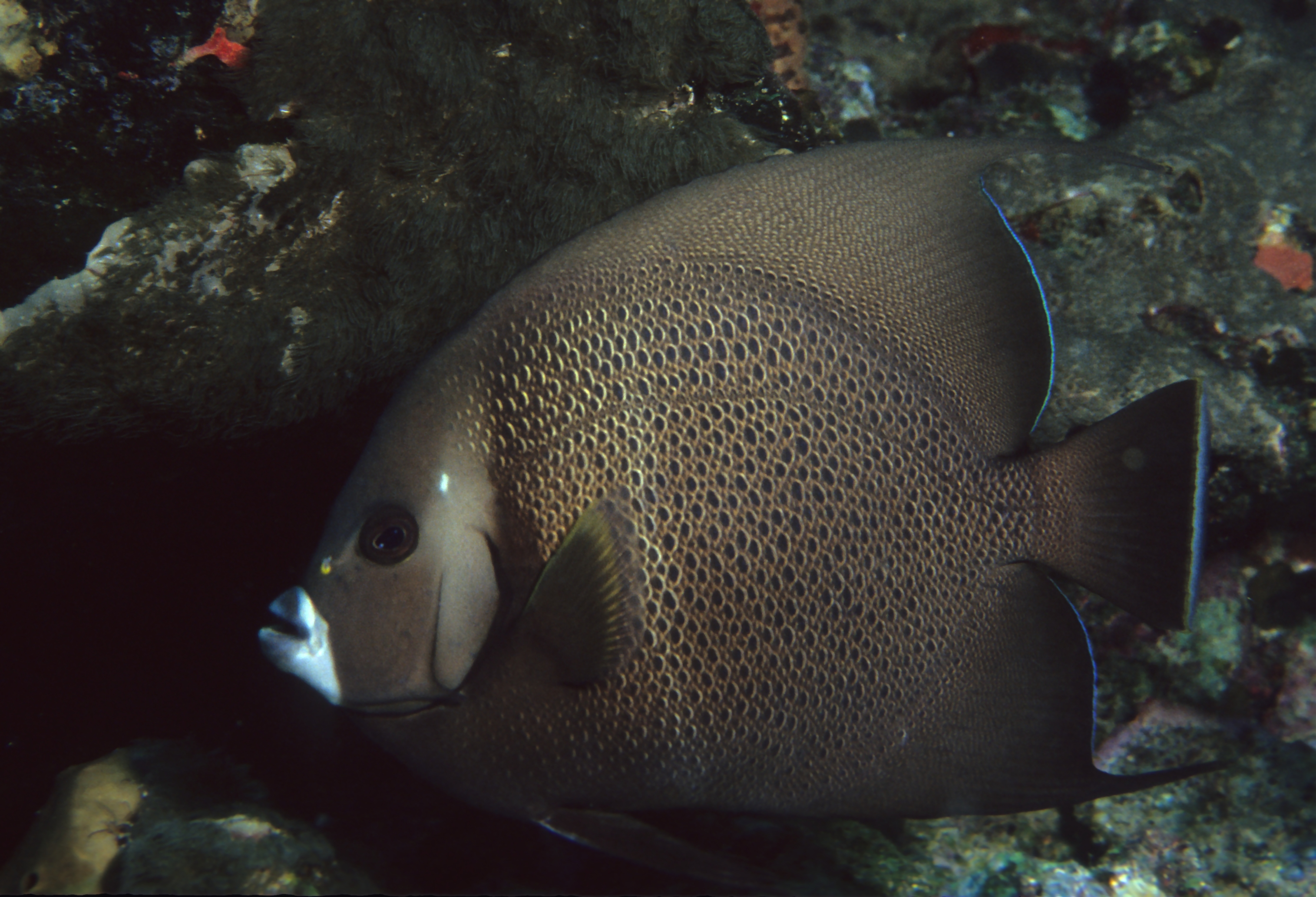
Pomacanthus arcuatus en Caribe
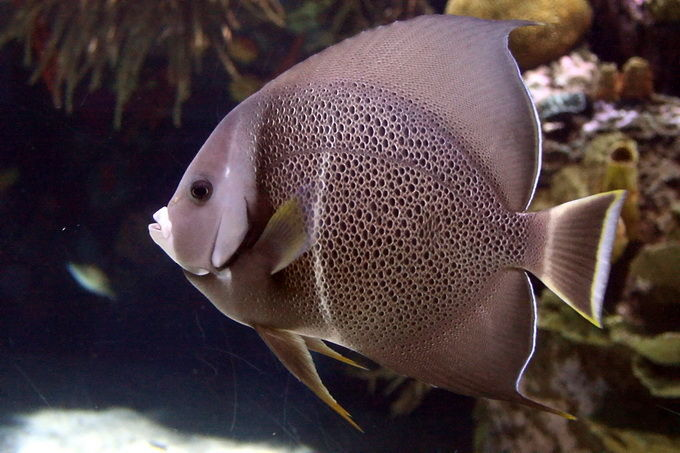
Pomacanthus arcuatus en el Oceanográfico de Valencia, España
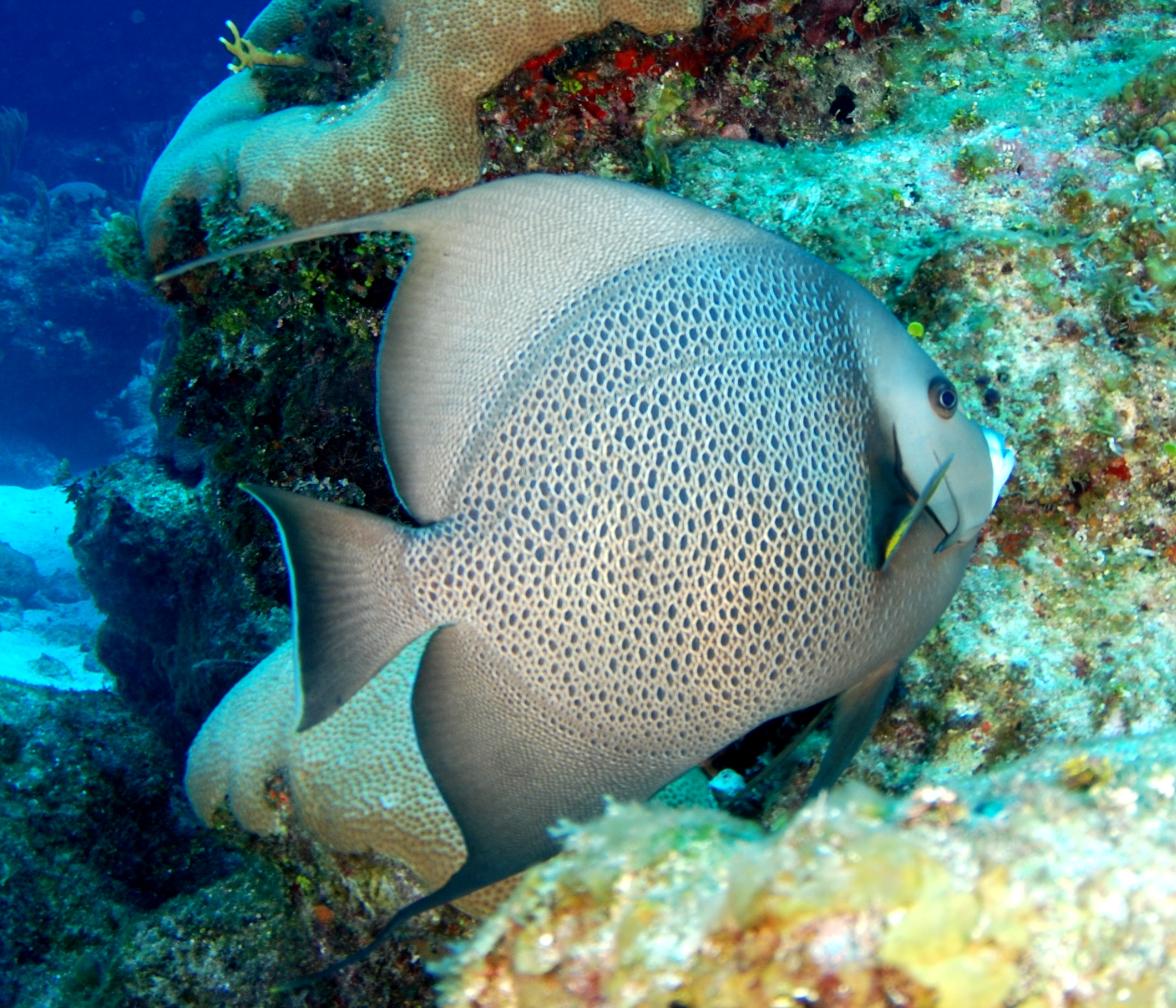
Ejemplar adulto en Florida, EE.UU.